# Slot Marsepeinstein
Slot Marsepeinstein was een Nederlandse kinderserie gebaseerd door den Tizze op het sinterklaasfeest. De serie was een productie van Nickelodeon in samenwerking met Studio 100. Het eerste seizoen van de serie werd in Nederland uitgezonden door Nickelodeon van november tot december 2009. In 2010 werd het tweede seizoen uitgezonden. In 2011 werd seizoen drie uitgezonden. En in 2012 werden alle drie de series herhaald en bij de laatste serie werden extra stukjes aangeplakt. In 2013 kwam er een nieuw vierde seizoen. In 2014 werden seizoen 4 en 5 van de serie niet herhaald vanwege de discussie over Zwarte Piet. Studio 100 programmeerde de serie daarom op de eigen zender Studio 100 TV.

## Het verhaal

### Seizoen 1
Centraal in de serie staat Jonas, de kleinzoon van een klokkenmaker. Wanneer hij op een dag zijn opa volgt, merkt hij dat die werkt voor Sinterklaas. Hij bezoekt jaarlijks de Sint in zijn kasteel, dat zich in een magische wereld bevindt, om de pakjesmachine die de pakjes inpakt te onderhouden. Jonas is een van de weinige kinderen die ooit het kasteel bezoekt, want normaal is dat uit den boze.
Het kasteel dat Sinterklaas en zijn Zwarte Pieten nu gebruiken als thuisbasis, was in een ver verleden eigendom van de wrede graaf Ferdinand I. Hij heerste als een tiran over het land in de directe omgeving, gebruikte soms zwarte magie, en liet kinderen rijkdommen voor hem stelen. Hij werd uiteindelijk verslagen door Sinterklaas en opgesloten in een boek.
Jonas stuit in het kasteel op een complot van Frits, een nakomeling van graaf Ferdinand I. Deze wil wraak nemen op de Sint voor wat zijn voorvader is aangedaan. Frits dwingt de tuinman van het kasteel om hem te helpen met zijn plan, anders zal hij onthullen dat de tuinman tegen de regels zijn dochter Kaat heeft meegenomen naar het kasteel. Door toedoen van de tuinman en Frits ontploft de pakjesmachine. Wanneer Jonas probeert in te grijpen, laat hij per ongeluk het magische prisma dat de pakjesmachine aandrijft vrij. Deze keert meteen terug naar zijn oorsprong, in het verleden.
Hoofdpiet, Jonas en Kaat moeten nu ook naar het verleden om het prisma terug te halen en zo Pakjesavond te redden. In het verleden moeten ze het opnemen tegen Ferdinand I. Ondertussen smeedt Frits samen met de geest van Ferdinand I, die in het heden nog altijd in het boek zit, een plan om alle kinderen van Nederland in hun macht te krijgen. Ze bakken zogenaamd blauw brood; een brood dat eenieder die ervan eet een willoze slaaf maakt van Ferdinand I. Tevens brengen ze met een slaapmiddel bijna alle zwarte pieten in slaap, en ontdekken dankzij de tuinman dat ze met het prisma de vloek van Ferdinand kunnen omdraaien, zodat Ferdinand weer vrij is en in zijn plaats Sinterklaas in het boek wordt opgesloten. Dat lukt Frits, maar later weten Jonas en Hoofdpiet het prisma te bemachtigen. Sinterklaas wordt bevrijd en Ferdinand en Frits worden beiden in het boek opgesloten. Zo gaat pakjesavond toch door.

### Seizoen 2
De 12-jarige Robin moet met haar zusje pakjesavond doorbrengen bij een onbekende tante, daar haar ouders het te druk hebben met werken. Deze tante blijkt niets met pakjesavond of Sinterklaas te hebben.
Ondertussen zint Ferdinand I nog altijd op wraak. Hij krijgt een tweede kans Sinterklaas uit te schakelen wanneer Gadgetpiet probeert een aantal boeken, waaronder het boek waarin Ferdinand zit, te digitaliseren met zijn nieuwe uitvinding, waardoor Ferdinand uit zijn boek kan ontsnappen. Hij neemt meteen met een handlanger de macht in het kasteel over. Sinterklaas, die niet in het kasteel aanwezig is op dat moment omdat het pakjesavond is, laat kokpiet Jonas en zijn opa ophalen. Met z'n allen verzamelen ze bij het huis van Robins tante om een tegenaanval op Ferdinand te plannen.
Twee pieten slagen erin het magische boek van Ferdinand het kasteel uit te smokkelen, maar Robin brengt dit weer terug omdat Ferdinand haar belooft dat hij kan zorgen dat haar ouders met pakjesavond toch thuis zijn. Jonas, zijn opa en een paar pieten moeten nu naar het kasteel om haar te bevrijden en Ferdinand zijn boek weer af te nemen.

### Seizoen 3
Als Sinterklaas op zoek is naar zijn ring, blijkt de ring nog in Spanje te liggen. Hoofdpiet besluit om een nieuwe ring voor Sinterklaas te kopen. Kokpiet vervangt Hoofdpiet zo lang, maar dat valt niet mee. Als Hoofdpiet de Juwelierszaak uitloopt valt hij. Een man die zich voordoet als dokter neemt Hoofdpiet mee naar zijn huis; zogenaamd om zijn verwondingen te verzorgen, maar in werkelijkheid om hem gevangen te nemen. De man is Wout. Een paar jaar geleden wilde hij zwarte piet worden, maar Hoofdpiet keurde hem af. Nu wil hij wraak. Dit doet hij door Hoofdpiet vast te houden. Wout maakt ondertussen snode plannen om alles van Sinterklaas af te pakken.In dit seizoen spelen er drie kinderen mee die ook in de musical Kruimeltje meespelen.

### Seizoen 4
In het nieuwe seizoen van Slot Marsepeinstein worden de jonge Pieten Jaap en Jacobien teruggestuurd naar de Pietenacademie, omdat ze volgens Sinterklaas te veel kattenkwaad hebben uitgehaald. Terwijl Jacobien enthousiast is, vindt Jaap het maar niets. Hij was toch al een volleerde Piet? Eenmaal op de Pietenacademie maken ze snel nieuwe vrienden en leren ze een heleboel handige Zwarte Pieten trucjes. Tegelijkertijd gebeuren er verdachte dingen op de academie. Het lijkt wel of iemand een complot heeft gesmeed tegen Sinterklaas. Op de pietenschool leren de pieten allerlei trucjes en leren ze pakjes vangen, maar dan hoort Jaap dat ze Sinterklaas willen vergiftigen.

### Seizoen 5
Deze reeks vertelt het verhaal van vier vrienden, Zwarte Pieten, die tijdens hun opleiding op de ‘pietenacademie’ uitverkozen zijn om misschien wel de belangrijkste rol op pakjesdag/avond op zich te nemen: namelijk het besturen van een geheime kamer die ervoor zorgt dat de pakjesstoet zonder obstakels de pakjes kan afleveren aan alle brave kinderen.

## Hoofdrolspelers
- Sinterklaas: Fred van der Hilst (seizoen 1-5)
- Swingpiet: Jacqueline Goedmakers (seizoen 2, 4-5)
- Jaap: Mario Perton (seizoen 3-5)
- Jacobien: Margreet Roelfsema (seizoen 3-5)
- Jean-Philippe (JP): Danny de Jong (seizoen 4-5)
- Guusje: Manon Franken (seizoen 4-5)
- Zang/Muziek-piet: James Cooke (seizoen 4-5)
- Tony: Juan Gerlo (seizoen 4-5)
- Lachpiet: Stef van den Eijnden (seizoen 4-5)
- Bakpiet: Tom Ternest (seizoen 4-5)
- Ruiterpiet: Christof De Bruyn (seizoen 4-5)
- Hoofdpiet nr. 2: Onbekend (seizoen 5)

## Hoofdrolspelers die de serie verlaten hebben
- Opa: Jaap van Donselaar (seizoen 1-2)
- Jonas: Bas van Prooijen (seizoen 1-2)
- Robin: Joy Ravenswaaij (seizoen 2)
- Moeder Robin: Elle van Rijn (seizoen 2)
- Tante: Maeve van der Steen (seizoen 2)
- Kaat: Fauve Geerling (seizoen 1)
- Fitpiet: Lindertje Mans (seizoen 1)
- Kapitein wachter: Louis Talpe (seizoen 1)
- Ferdinand I: Manou Kersting (seizoen 1-2)
- Frits: Herman Bolten (seizoen 1)
- Tuinman : Ron van Lente (seizoen 1)
- Gadgetpiet: Martin Vernooij (seizoen 2)
- Schilderpiet: Job Bovelander(seizoen 3)
- Hoofdpiet nr. 1: Alexander van Heteren (seizoen 1-4)
- Kokpiet: Sven De Ridder (Seizoen 1-4)
- Smartpiet Don van Dijke (seizoen 4-5)

## Gastrollen
- Kokpiet: Peter Borghs (seizoen 2)
- Camouflagepiet: Lucas Tavernier (seizoen 5)
- Snoeppiet: Glenn Claes (seizoen 4)
- Bas: Cas Smits (seizoen 3)

## Discografie

### Albums
| Album met eventuele hitnotering(en) in de Nederlandse Album Top 100 | Datum van verschijnen | Datum van binnenkomst | Hoogste positie | Aantal weken | Opmerkingen |
| ------------------------------------------------------------------- | --------------------- | --------------------- | --------------- | ------------ | ----------- |
| Slot Marsepeinstein                                                 | 2010                  | 20-11-2010            | 74              | 2            | Soundtrack  |

| Album met hitnotering(en) in de Vlaamse Ultratop 200 albums | Datum van verschijnen | Datum van binnenkomst | Hoogste positie | Aantal weken | Opmerkingen |
| ----------------------------------------------------------- | --------------------- | --------------------- | --------------- | ------------ | ----------- |
| Slot Marsepeinstein                                         | 2010                  | 13-11-2010            | 67              | 6            | Soundtrack  |